# Michael Louis Fitzgerald
Michael Louis Fitzgerald (sinh 1937) là một Hồng y người Anh của Giáo hội Công giáo Rôma. Ông từng đảm nhận vai trò Đại diện Tòa Thánh tại Liên đoàn Ả Rập và Sứ thần Tòa Thánh tại Ai Cập từ năm 2006 đến khi hồi hưu vào năm 2013. Trước đó, ông từng đảm nhận các chức vụ khác nhau tại Giáo triều Rôma như: Tổng Thư ký Phân ban Người ngoài Kitô giáo (1987 - 1988), Tổng thư ký (1988 - 2002) rồi Chủ tịch Hội đồng Giáo hoàng về Đối thoại Liên tôn kiêm Tổng trưởng Phân ban Đối thoại với Hồi giáo (2002 - 2006).

## Tiểu sử
Michael Fitzgerald sinh ra tại Walsall, Staffordshire, thuộc Tổng giáo phận Birmingham, Anh vào ngày 17 tháng 8 năm 1937. Năm 13 tuổi, cậu Fitzgerald gia nhập Tu hội Truyền giáo Châu Phi và được thụ phong linh mục vào ngày 3 tháng 2 năm 1961 tại Nhà thờ St. Mary Magdalen, Whetstone, London, Tổng giáo phận Westminster. Cử hành nghi thức truyền chức linh mục cho ông là Hồng y William Godfrey, Tổng giám mục Westminster.
Ngày 22 tháng 1 năm 1987, linh mục Fitzgerald được bổ nhiệm làm Tổng thư ký của Phân ban Người Ngoài Công giáo. Năm 1988 Phân ban này được đổi tên thành Hội đồng Giáo hoàng về Đối thoại Liên tôn.
Ngày 16 tháng 12 năm 1991, Tòa Thánh công bố chọn linh mục Michael Louis Fitzgerald làm giám mục, cụ thể là chức giám mục hiệu tòa Nepte. Nghi lễ tấn phong tân giám mục cử hành vào ngày 6 tháng 1 năm 1992 tại Vương cung thánh đường Thánh Phêrô. Nghi thức truyền chức cử hành bởi chủ phong là giáo hoàng Gioan Phaolô II và hai vị phụ phong gồm Tổng giám mục Giovanni Battista Re, Quyền quản lý Phân vụ Thường vụ, Phủ Quốc vụ khanh và Tổng giám mục Giuseppe (Josip) Uhac, Tổng thư ký Thánh bộ Truyền giảng Tin Mừng.
Vào ngày 1 tháng 10 năm 2002, ông được bổ nhiệm làm Chủ tịch Hội đồng Giáo hoàng về Đối thoại Liên tôn, thăng hàm Tổng giám mục. Hơn một tháng sau đó, ngày 23 tháng 11, giáo hoàng Gioan Phaolô II bổ nhiệm tổng giám mục Fitzgerald làm thành viên của Hội đồng Giáo hoàng thúc đẩy sự hiệp nhất Kitô giáo và năm 2004, kiêm thêm vai trò thành viên của Hội đồng Giáo hoàng về Văn hóa.
Ngày 15 tháng 2 năm 2006, Giáo hoàng Biển Đức XVI bổ nhiệm ông làm Sứ thần Tòa thánh tại Ai Cập và Đại diện Tòa Thánh tại Liên đoàn Ả Rập. Ông đảm nhận các chức vụ này cho đến khi hồi hưu ngày 5 tháng 1 năm 2013.
Ngày 1 tháng 9 năm 2019, giáo hoàng Phanxicô công bố quyết định vinh thăng Tổng giám mục Michael Louis Fitzgerald tước vị Hồng y của Giáo hội Công giáo. Lễ nhận tước vị chính thức được tổ chức sau đó vào ngày 5 tháng 10 cùng năm.